# 愛德華·庫倫
愛德華·庫倫（英語：Edward Cullen），是美國作家史蒂芬妮·梅爾撰寫的青少年奇幻小說《暮光之城系列》中的第一男主角，是三個核心人物之一。他於《暮色》、《新月》、《月蝕》及《破曉》及各集同名電影中均有出現，以及《午夜太陽》— 以愛德華·庫倫的視角來重新敘述各個事件。愛德華是個擁有心靈感應能力的吸血鬼，在整個系列的過程裡，他跟一個人類女生貝拉·史旺相愛並結婚，她後來選擇成為吸血鬼。在電影系列中，愛德華·庫倫由羅伯·派汀森飾演。

## 角色的創作意念
史蒂芬妮·梅爾指創作愛德華·庫倫的概念是源自她的一個夢境，「一個英俊不凡、閃閃發光的...吸血鬼...與一個『平凡女生』在樹林的草地上展開了一場激烈的對話」。在那個夢裡，二人「正討論著若然他們相愛時...事實固有的困難...而她血液的香氣對吸血鬼來說是特別的吸引，很困難讓他限制自己不去殺害她」。梅爾選擇「愛德華」這個名字是因為她認為那是一個浪漫的名字，但數十年來已不再流行了。梅爾指愛德華是她最喜歡的三位男主角的組合（《簡·愛》的愛德華·費爾法克斯·羅徹斯特 (Edward Fairfax Rochester)、《傲慢與偏見》的達西先生、及《紅髮安妮》的吉爾伯特·布萊斯 (Gilbert Blythe)）— 特別是愛德華·費爾法克斯·羅徹斯特，他就像愛德華·庫倫一樣，認為自己是個「怪物」。愛德華由於他的吸血鬼本性，他不斷試圖讓貝拉避過意外的傷害，這就是首三部小說於系列中的反復出現的場景。

## 角色特點
小說中的愛德華被描述為是個氣質迷人、彬彬有禮、意志堅定且非常固執的人。他對貝拉的保護慾十分強，並把她的安全、作為人類的一切及福利作為大前提。他特別於貝拉的安全風險的情況下經常過度分析情況，並傾向作出過度反應。他保持著自己還是人類的二十世紀初期一些過時的說話語調。愛德華把自己視為怪物，在他愛上了貝拉後，他拼命地希望自己是人類而非吸血鬼。

### 外觀上
如《暮光之城》中所有吸血鬼一樣，愛德華被形容為有一種不可思議的美麗。在系列中不同的地方，貝拉把他與希臘神話中的神阿多尼斯進行比較。他的皮膚「像大理石一樣」— 非常蒼白、冰冷、肌膚會在陽光下閃耀。作者把他的臉部特徵形容為完美和有尖角的 — 有較高的顴骨、強大下頜的輪廓、筆直的鼻子、和豐滿的雙唇。他的頭髮，繼承了他生母那非一般的青銅色頭髮，但總是凌亂的。而他的眼睛，人類的時候是綠色的，現在被描述為金棕色。若他長時間沒有進食的話，他的外觀就會改變 — 他的眼睛會變得深色，幾乎變成黑色，和紫色的瘀傷會出現於眼睛的下方。愛德華的身高為6呎2吋，擁有修長而肌肉發達的身軀。

### 作為吸血鬼的能力與興趣
愛德華像《暮光之城》中所有吸血鬼一樣，擁有超越常人的耐力、感應、智力和敏捷度，以及自癒因素及夜視能力。他超乎常人的力量能使他制伏他的獵物、把樹木連根拔起、把汽車扔在一邊，及把金屬粉碎。他的身體組織比花崗岩更強更堅硬，使他比人類更強硬和耐用，這對他的體重稍有貢獻。他被形容為有一種不可思議的美麗，有一些精緻和完美的特徵。他的聲音和氣味對貝拉來說是非常誘人，以至經常讓她感到十分迷網。在《暮光之城》中，愛德華解釋自己如其他吸血鬼一樣，他不需要呼吸，但他仍習慣這樣做，因這有助他嗅到他身處的環境。他不能消化正常的食物，對他來說就像一般人吃泥一樣。愛德華不需要睡覺，就如吸血鬼一樣。
此外，愛德華也跟他的吸血鬼家人分享他的異能，然有些能力是他獨有的：他擁有超級驚人的速度，與其他吸血鬼相比，他是庫倫家族中最快的一個，能夠超越庫倫家族中任何一個；愛德華擁有讀心術，能讀懂跟自己距離幾英里內任何人的心思，唯獨是貝拉除外，作者說那是由於貝拉的一種異能。愛德華還保留了他於20世紀初作為人類生活的一些傳統思維和過時的說話方式。
愛德華是個音樂人，他能像鋼琴演奏家一樣演奏彈鋼琴。他享受演奏的音樂範疇很廣泛，包括古典音樂、爵士樂、前衛金屬、另類搖滾和龐克搖滾，但不喜歡鄉村音樂。他喜歡獨立搖滾音樂到主流音樂，也一樣地欣賞搖滾和古典音樂。他於《暮光之城》中提到，比起60年代的音樂，他更喜歡50年代的，但他不喜歡70年代的，並指80年代的是「可以忍受的」。
愛德華的興趣是收藏汽車，他擁有一輛富豪S60及奧斯頓·馬丁V12 Vanquish作為「特別場合」的汽車。在《暮光之城：蝕》中，他把一輛保時捷911的房車作為給姐姐愛麗絲的禮物。他本來買下一輛摩托車打算與貝拉同遊，但當他得知貝拉喜歡跟雅各布一起乘摩托車後，愛德華便把購得的摩托車送給賈斯珀。

## 角色經歷

### 暮光之城
愛德華在福克斯中學的課堂上遇到因家庭原因而轉校的貝拉，擁有讀心術的他不得不去讀取這個人類女生的心思，卻發現他自己的讀心術在87年來首次失效；不只如此，貝拉血液的香氣對他來說絕對是難以抗拒的吸引。愛德華對貝拉的好感日增，漸漸產生了一種想要保護她的心態，並多次把她從危險中拯救出來。他不得不屈服愛上她。
愛德華向貝拉承認自己是吸血鬼的身分，他實際上是生於1901年6月20日的芝加哥，因17歲時患上西班牙流感瀕死狀態下，其同樣感染該流感的母親伊莉莎白於死前乞求醫生卡萊爾·庫倫於1918年把他變成吸血鬼以救了他，於是卡萊爾·庫倫成為了他的養父。卡萊爾向大部分的吸血鬼灌輸吸食人血是個不道德的行為，而愛德華亦厭倦了嗜血的生活，所以卡萊爾一家都遏制著對人類鮮血的慾望，以動物的血液代替人血，故他們自稱「素食主義者」。
然而，一次庫倫家族的棒球活動中，愛德華對貝拉的保護性讓她成為了另一吸血鬼詹姆斯的目標獵物。詹姆斯不同於庫倫家族，詹姆斯是經常吸食人血的，並且吸不到貝拉的血誓不罷休，對貝拉展開追捕。在庫倫家族的幫助下，愛德華從詹姆斯手上救到貝拉，他發現自己生命中不能沒有她，但如何確保貝拉的持久的安全仍然是一個懸而未決的問題。

### 新月
在貝拉生日當天，她割傷手指幾乎受到賈斯伯的攻擊，愛德華為了保護她讓她撞到玻璃受傷。鑒於詹姆斯的事件以及這次的意外，愛德華開始思考，他必須為了貝拉的安危離開她，愛德華開始疏離她，說服她自己已經不再愛她，並與家人一起離開，這讓貝拉心碎。然而貝拉在一次意外中看到愛德華的幻影，這讓她無視了愛德華給她的警告，到處進行危險的活動，希望藉此讓愛德華的幻象現身。愛德華錯誤的從羅絲莉那裡得知貝拉自殺身亡後，他很哀莫生命中因失去所愛而變得無意義，他試圖到義大利招惹吸血鬼貴族佛杜里殺了他。貝拉於是與艾莉絲一起趕到義大利，希望能趕在佛杜里殺害愛德華前阻止他，佛杜里要求要把貝拉變成吸血鬼才放過他們，貝拉答應了下來。
回到福克斯後，愛德華向貝拉解釋他離開的原因並向她道歉，獲得她的原諒，他們和好如初，如同愛德華從沒離開過一樣。貝拉希望成為吸血鬼，成功地得到庫倫家族的支持，愛德華對此感到憤怒，後來他同意若她願意先嫁給自己的話，他同意親自把她變成吸血鬼，並向她求婚。

### 蝕
貝拉願意嫁給愛德華，條件是要由愛德華把她變成吸血鬼，還有就是在她還是人類的時候，跟她發生關係。愛德華最終妥協，同意由自己把她變成吸血鬼，但他畢竟是思想傳統的人，他認為親密行為應在婚後才發生。在第一集死去的吸血鬼詹姆斯，他的吸血鬼伴侶維多利亞，為了詹姆斯的死進行報復，決意要狩獵貝拉，並創造了一支新生的吸血鬼軍團。庫倫家族與由狼人雅各及山姆領導的種族戰鬥暫時停戰，因貝拉跟他們是朋友。後來，貝拉發現雅各比她所想的更愛自己，然而她知道自己對愛德華的愛更甚。後來，愛德華接受貝拉對雅各存在的關心，當二人成功地摧毀維多利亞後，貝拉承認愛德華是她一生中最愛。
愛德華告訴貝拉，他們可能會在結婚之前嘗試一下親密行為，然而她拒絕了他的提議，同意愛德華最初想要的東西：婚姻、親密、成為吸血鬼。

### 破曉
在雙方家人支持下，愛德華終於跟貝拉共諧連理，貝拉並在蜜月期間懷孕了。但是半人半吸血鬼胎兒的迅速增長讓貝拉的健康嚴重受到影響。愛德華試圖強迫她打掉胎兒，以挽救自己的生命。但是貝拉在短短日子已感覺到她跟未出生孩子之間的聯繫，堅持要把他生下來。愛德華也漸漸感受到了寶寶對他的愛，讀取到他的想法，並得知寶寶也愛貝拉。
貝拉在剖宮產期間的緊急情況下幾乎死亡，但愛德華成功把女兒取出來，然後把自己的毒液注射到貝拉的心臟。毒液慢慢的流到身體的各部分，使她身上的傷口迅速癒合，她變成了一名新生的吸血鬼。在貝拉痛苦的轉變過程中，雅各把他們的女兒芮妮絲蜜·庫倫烙印了。名叫伊琳娜的吸血鬼，一次意外地看見芮妮絲蜜的出現，誤會認為是庫倫家族製造不朽的吸血鬼小孩—在吸血鬼世界中被禁止的。她向伏圖爾一族告發他們。
得知此事的庫倫家族，四處尋找證人以協助說服伏圖爾一族，指出芮妮絲蜜並非不朽的吸血鬼小孩，對吸血鬼的存在並不會構成威脅。事件結束後，伏圖爾一族和證人們相繼離開，愛德華和貝拉與他們的女兒終能過著平安和睦的生活。

## 資料來源
1. ↑  . Stepheniemeyer.com.   [2008-09-02]. （原始内容存档于2008-07-30）.
2. ↑  Purdon, Fiona. . The Courier-Mail. 19 July 2008  [2008-07-20]. （原始内容存档于July 23, 2008）.
3. ↑  . Twilightlexiconblog.com. 2006-09-19  [2010-09-05]. （原始内容存档于2009-03-05）.
4. 1 2  . Twilightlexiconblog.com. 2006-03-11  [2010-09-05]. （原始内容存档于2009-02-11）.
5. ↑  Meyer, Stephenie. .  (PDF). Twilight series.   [2008-09-02]. （原始内容 (PDF)存档于2009-10-26）.
6. ↑  Meyer, Stephenie. . Twilight. Park Avenue, New York City: Little, Brown. October 5, 2005: 498. ISBN 978-0-316-01584-4.
7. ↑  Meyer, Stephenie. . Twilight series. Park Avenue, New York: Little, Brown. 2006: 563. ISBN 978-0-316-16019-3.
8. ↑  Meyer, Stephenie. . Twilight series. Park Avenue, New York: Little, Brown. 2007: 629. ISBN 978-0-316-16020-9.
9. ↑  Meyer, Stephenie. . Twilight series. Park Avenue, New York City: Little, Brown. 2008: 756. ISBN 978-0-316-06792-8.